# John Leonard, Baron Leonard
John Denis Leonard, Baron Leonard OBE (* 19. Oktober 1909; † 17. Juli 1983) war ein britischer Politiker der Labour Party, der 1978 als Life Peer aufgrund des Life Peerages Act 1958 Mitglied des House of Lords wurde.

## Leben
Leonard engagierte sich für die Labour Party in der Kommunalpolitik und war mehrere Jahre sowohl Mitglied des Stadtrates von Cardiff (Cardiff City Council) als auch Vorsitzender des Rates des Countys South Glamorgan (South Glamorgan County Council). Für seine Verdienste wurde er mit dem Offizierskreuz (Officer) des Order of the British Empire (OBE).
Durch ein Letters Patent vom 2. Mai 1978 wurde Leonard als Life Peer gemäß dem Life Peerages Act 1958 mit dem Titel Baron Leonard, of the City of Cardiff in the County of South Glamorgan, in den Adelsstand erhoben und gehörte bis zu seinem Tod dem House of Lords als Mitglied an. Seine offizielle Einführung ins House of Lords erfolgte am 14. Juni 1978 mit Unterstützung durch Eirene White, Baroness White und Gordon Parry, Baron Parry.